# Szosa (Bogucice Drugie)
Szosa – część wsi Bogucice Drugie w Polsce, położona w województwie 
 świętokrzyskim, w powiecie pińczowskim, w gminie Pińczów.
W latach 1975–1998 Szosa administracyjnie należała do województwa kieleckiego.